# Sébastien Baud

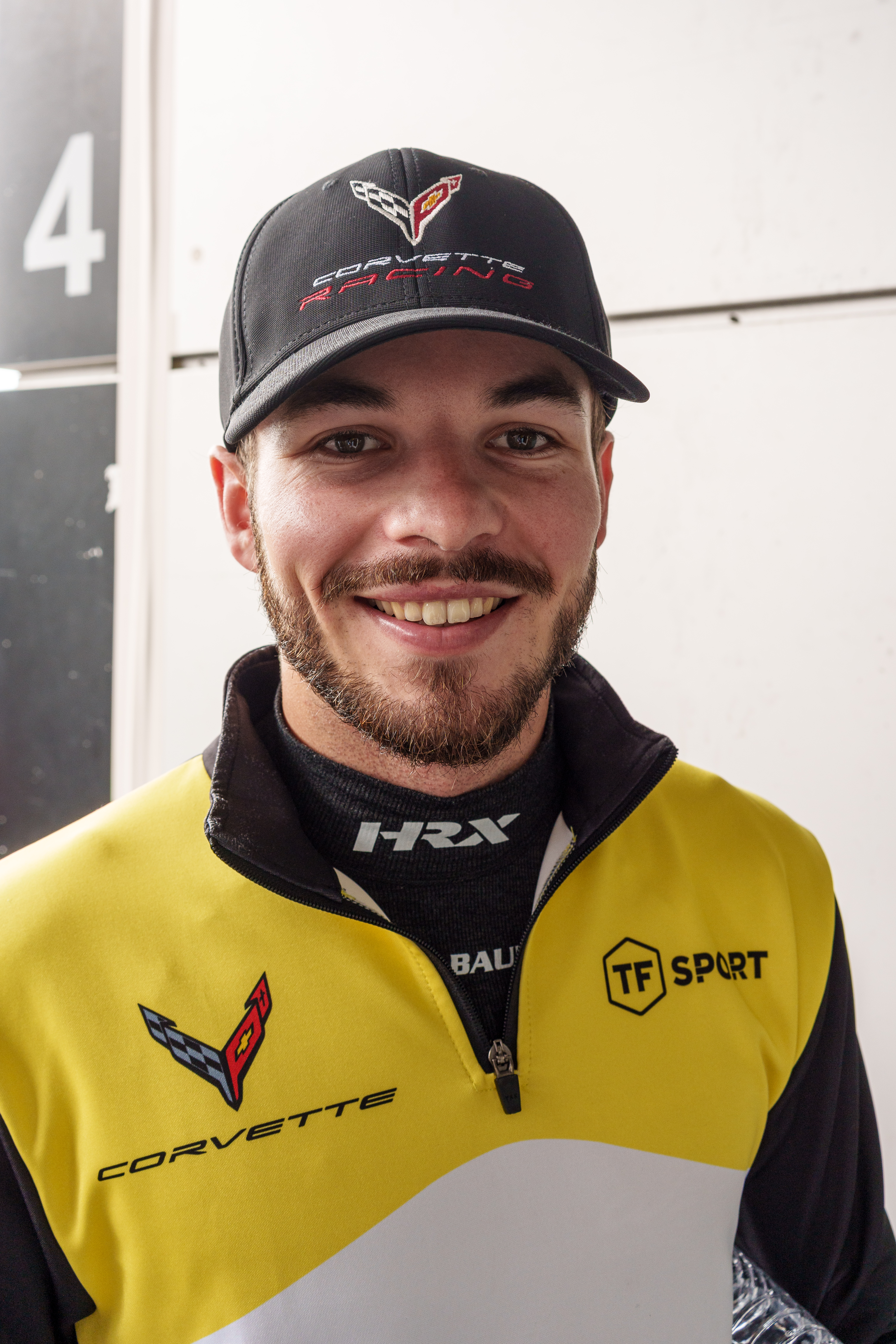
Sébastien Baud 2024

Sébastien Baud (* 6. Juli 2000 in Annecy) ist ein französischer Autorennfahrer.

## Karriere als Rennfahrer
Sébastien Baud begann seine Fahrerkarriere im Porsche Carrera Cup Frankreich, in dem er 2019 den 16. Gesamtrang erreichte (Meister Ayhancan Güven). 2020 gewann er auf einem Ligier JS2 R die Ligier European Series und startete in den folgenden Jahren im International GT Open, dem  Michelin Le Mans Cup und der GT World Challenge Europe. 
2024 bestritt er eine komplette Saison in der FIA-Langstrecken-Weltmeisterschaft und gab sein Debüt beim 24-Stunden-Rennen von Le Mans. Er fuhr einen Chevrolet Corvette Z06 GT3.R von TF Sport und erreichte mit dem 17. Gesamtrang beim 8-Stunden-Rennen von Bahrain sein bestes Saisonergebnis.

## Statistik

### Le-Mans-Ergebnisse
| Jahr | Team              | Fahrzeug                     | Teamkollege       | Teamkollege     | Platzierung     | Ausfallgrund |
| ---- | ----------------- | ---------------------------- | ----------------- | --------------- | --------------- | ------------ |
| 2024 | TF Sport          | Chevrolet Corvette Z06 GT3.R | Daniel Juncadella | Hiroshi Koizumi | Rang 38         |              |
| 2025 | United Autosports | McLaren 720S GT3 Evo         | James Cottingham  | Grégoire Saucy  | nicht klassiert |              |

### Einzelergebnisse in der FIA-Langstrecken-Weltmeisterschaft
| Saison | Team              | Rennwagen                    | 1   | 2   | 3   | 4   | 5   | 6   | 7   | 8   |
| ------ | ----------------- | ---------------------------- | --- | --- | --- | --- | --- | --- | --- | --- |
| 2024   | TF Sport          | Chevrolet Corvette Z06 GT3.R | KAT | IMO | SPA | LEM | SAO | AUS | FUJ | BAH |
| 2024   | TF Sport          | Chevrolet Corvette Z06 GT3.R | 25  | 25  | 27  | 38  | DNF | 23  | DNF | 17  |
| 2025   | United Autosports | McLaren 720S GT3             | KAT | IMO | SPA | LEM | SAO | AUS | FUJ | BAH |
| 2025   | United Autosports | McLaren 720S GT3             | 19  | 32  | 29  | DNF | 25  |     |     |     |